# Ішимбай – Уфа
Ішимбай – Уфа – газопровід у Башкортостані.
Ще в першій половині 1950-х Уфа отримала блакитне паливо місцевого (башкирського) походження по трубопроводу Туймази – Уфа. В наступному десятилітті виникла можливість поставок ресурсу узбецького та західносибірського походження з його отриманням із газопроводу Картали – Стерлітамак. Як наслідок, в 1967-му ввели в дію газопровід від Ішимбаю (дещо південніше від Стерлітамаку) до Уфи, при цьому можливо відзначити, що до Ішимбаю раніше також були виведені газопроводи Шкапово – Ішимбай та Кумертау – Ішимбай.
Довжина трубопроводу Ішимбай – Уфа – Благовєщенськ становила 201 км, він був виконаний в діаметрі 720 мм та розрахований на робочий тиск у 6,5 МПа. Перекачування газу забезпечувала Стерлітамацька компресорна станція.
В Уфі великими споживачами блакитного палива виступали нафтопереробний завод, Уфімська ТЕЦ-1, Уфімська ТЕЦ-2, Уфімська ТЕЦ-3, Уфімська ТЕЦ-4, а в Благовєщенську – Приуфімська ТЕС. 
Після спорудження в другій половині 1980-х газопроводу Поляна – Канчурінське  від нього до 190-го кілометра траси Ішимбай – Уфа проклали перемичку довжиною 22 км та діаметром 800 мм. У цей же період прийняли рішення про демонтаж Стерлітамацької компресорної станції.